# Microcyba vilhenai
Microcyba vilhenai là một loài nhện trong họ Linyphiidae.
Loài này thuộc chi Microcyba. Microcyba vilhenai được František Miller miêu tả năm 1970.